# Нут звичайний

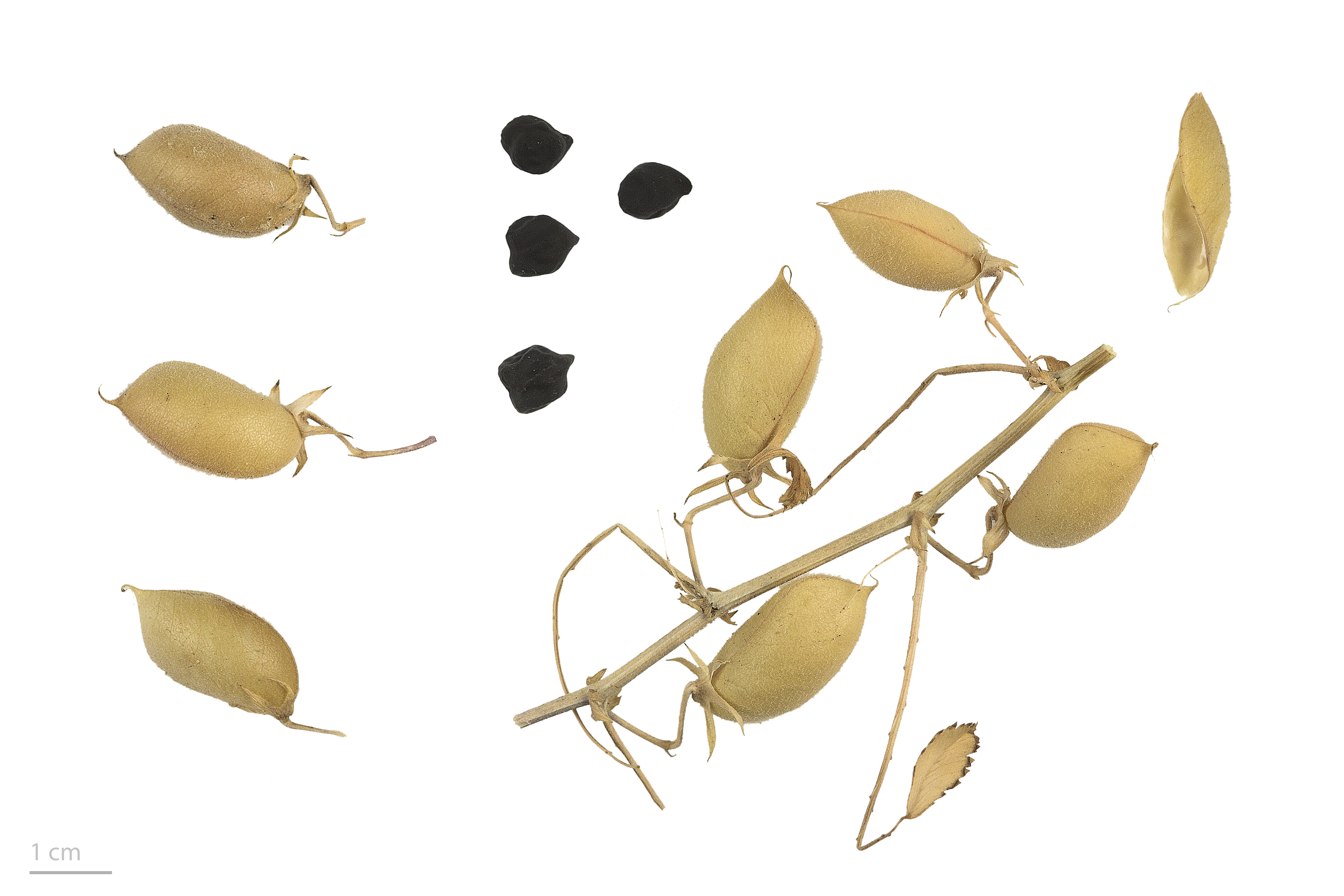
Cicer arietinum noir — Тулузький музей

Нут звичайний, турецький горох (Cicer arietinum) — рослина родини бобові, зернобобова культура.
Плоди (боби) нуту мають діаметр близько 0,5 — 1,5 см і є харчовим продуктом.

## Біологічні характеристики

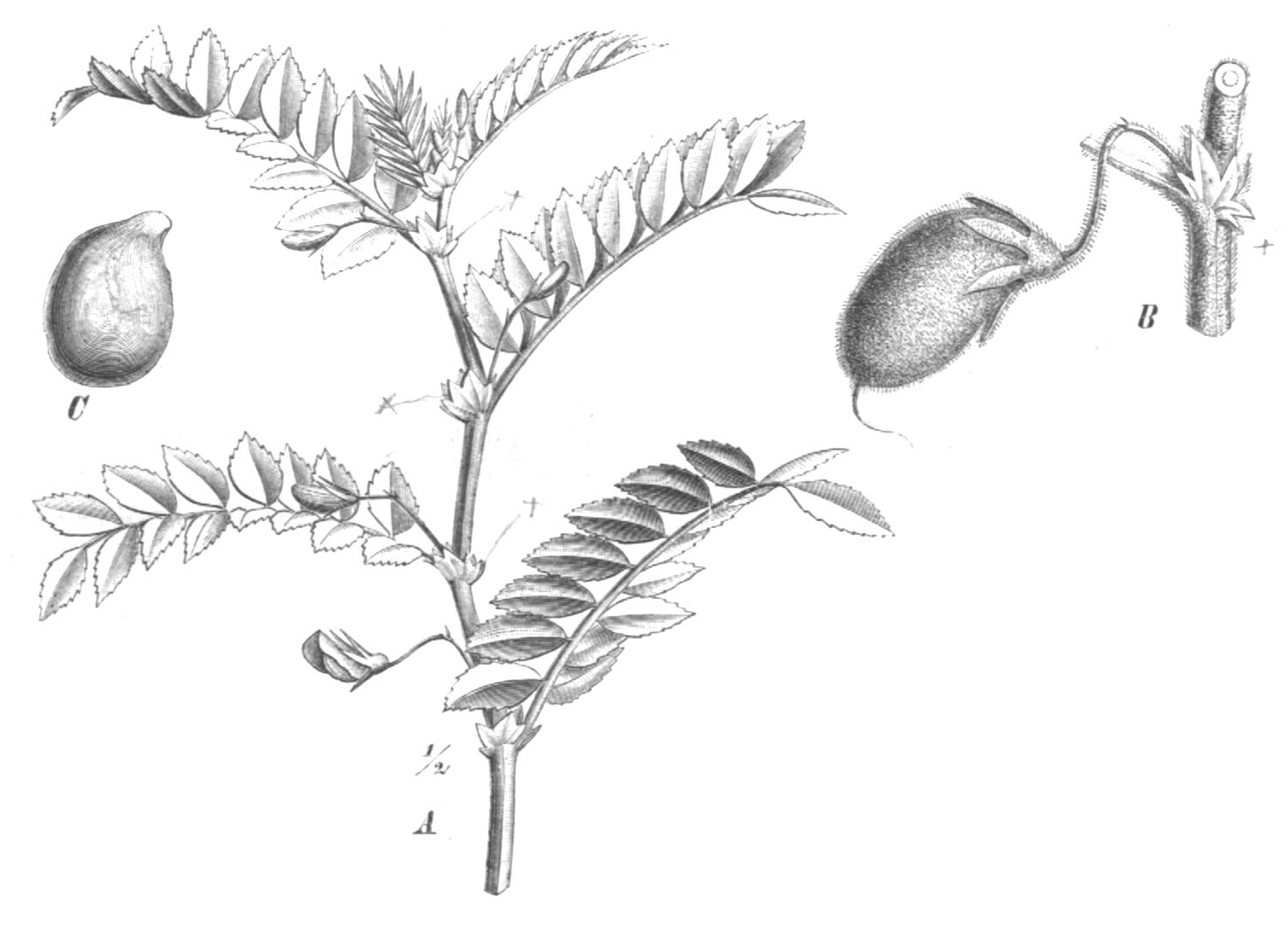

Однорічна рослина. Стебло прямостояче, вкрите залозистими волосками, висота 20 — 70 см.
Листя непарноперисте.
Боби — короткі, надуті, в кожному по 1 — 3 насінини. Насіння за формою подібне до голови барана або сови, має горбкувато-шорстку поверхню. Колір — від жовтого до дуже темного. Маса 1000 зерен в залежності від сорту коливається від 150 до 300 г.
Рослина самозапильна, тому запилення найчастіше відбувається у фазі закритої квітки, але іноді можливе і перехресне запилення.

### Біологічні особливості
Період вегетації рослини — 90-110 днів у скороспілих, та 150—220 днів у пізньостиглих сортів.
Нут — культура теплолюбна. Проростання починається при температурі 3-5 °C, сходи можуть витримувати короткочасні заморозки, в період цвітіння-формування бобів оптимальною є температура 24-28 °C.

### Захворювання
При тривалій дощовій погоді затримується цвітіння та з'являються захворювання на аскохітоз (захворювання, що викликають гриби, що належать до роду аскохіта (Ascochyta)) та фузаріоз (захворювання, що викликають гриби, що належать до роду фузарій (Fusarium)).

## Значення та використання

### Історія
Нут вирощувався з древніх часів у Індії, Пакистані, Ефіопії та інших країнах. На територію Греції та Риму нут потрапив у бронзову добу. Стародавні римляни знали вже кілька сортів нуту. На початку IX століття нашої ери Карл Великий називає його повсюдною культурою.

### Використання

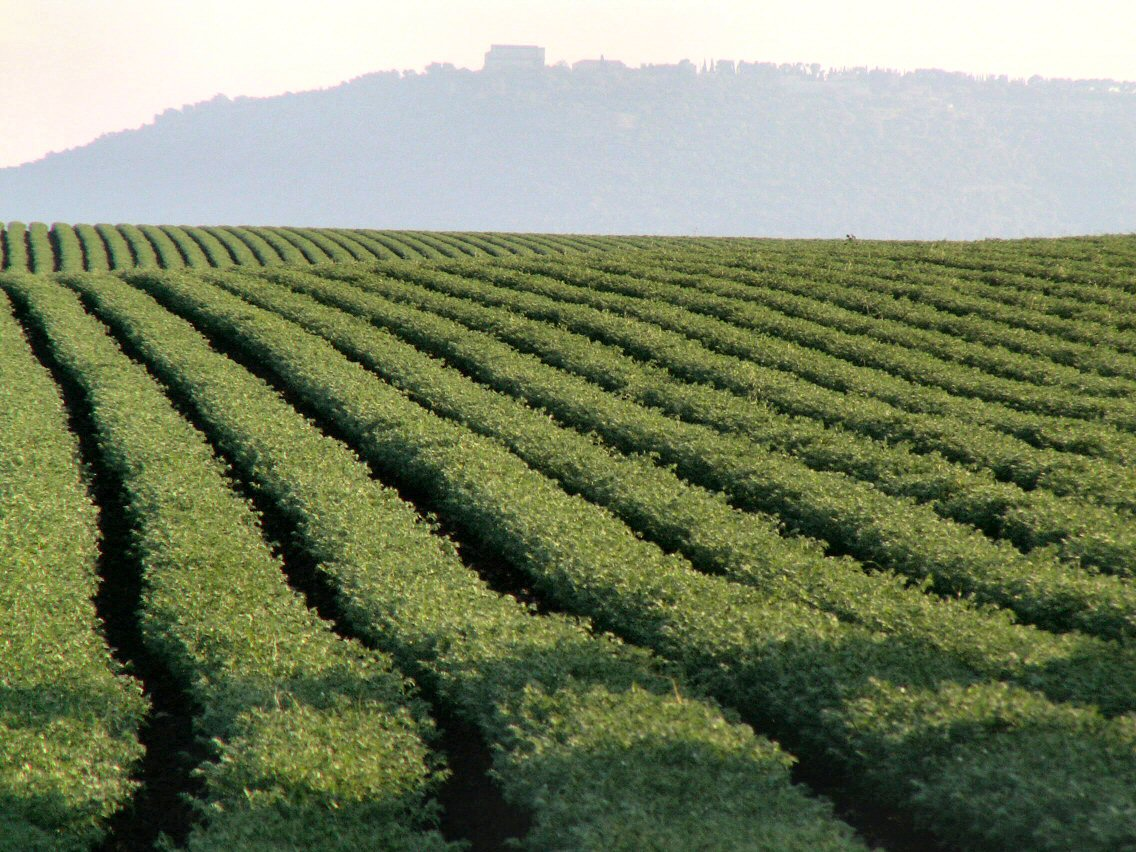
Нутове поле в Ізраїлі

В наш час нут вирощують та споживають головним чином в країнах західної та південної Азії (в Індії, Пакистані, Туреччині), північної Африки та північної Америки (в Мексиці). Із нього виготовляють закуски хумус і фалафель. Нут активно використовується у вегетаріанському і веганському кухарстві та у ведичній кулінарії. Нут також традиційно вживається в середземноморському регіоні.
Із нуту виготовляється нутове борошно, яке використовується в індійському кухарстві. А в італійському кухарстві, наприклад, воно використовується для приготування коржиків-фарінатів, хоча обсяги вирощування нуту в самій Італії незначні.
Для споживання в основному використовують білонасіннєві сорти нуту. Теплова обробка відбувається значно довше, ніж для сочевиці та гороху.
Солома та зелена маса іде на корм вівцям.

### Харчова цінність
| Країна                | 1985  | 1995  | 2005  | 2023   |
| --------------------- | ----- | ----- | ----- | ------ |
| Індія                 | 4 561 | 6 436 | 6 000 | 12 267 |
| Австралія             | 36    | 287   | 189   | 935    |
| Туреччина             | 400   | 730   | 610   | 580    |
| Росія                 |       |       |       | 530    |
| Ефіопія               | 0     | 125   | 135   | 451    |
| М'янма                | 138   | 76    | 230   | 412    |
| Пакистан              | 524   | 559   | 868   | 244    |
| США                   |       |       |       | 214    |
| Іран                  | 122   | 355   | 310   | 175    |
| Мексика               | 139   | 167   | 240   | 143    |
| Канада                | 0     | 1     | 98    | 142    |
| Судан                 |       |       |       | 99     |
| Аргентина             |       |       |       | 66     |
| Алжир                 |       |       |       | 40     |
| Ємен                  |       |       |       | 34     |
| Сирія                 | 50    | 54    | 55    | 30     |
| Марокко               |       |       |       | 26     |
| Танзанія              |       |       |       | 16     |
| Китай                 |       |       |       | 16     |
| Узбекистан            |       |       |       | 15     |
| Непал                 |       |       |       | 12     |
| Туніс                 |       |       |       | 10     |
| Йорданія              |       |       |       | 9      |
| Бангладеш             |       |       |       | 8      |
| Казахстан             |       |       |       | 7      |
| Уганда                |       |       |       | 6      |
| Боснія та Герцеговина |       |       |       | 5      |
| Еритрея               |       |       |       | 4      |
| Ізраїль               |       |       |       | 3      |
| Ліван                 |       |       |       | 3      |
| Молдова               |       |       |       | 3      |
| Єгипет                |       |       |       | 2      |
| Малаві                |       |       |       | 2      |
| Того                  |       |       |       | 2      |
| Кенія                 |       |       |       | 1      |
| Перу                  |       |       |       | 1      |
| Північна Македонія    |       |       |       | 1      |
| Палестина             |       |       |       | 1      |

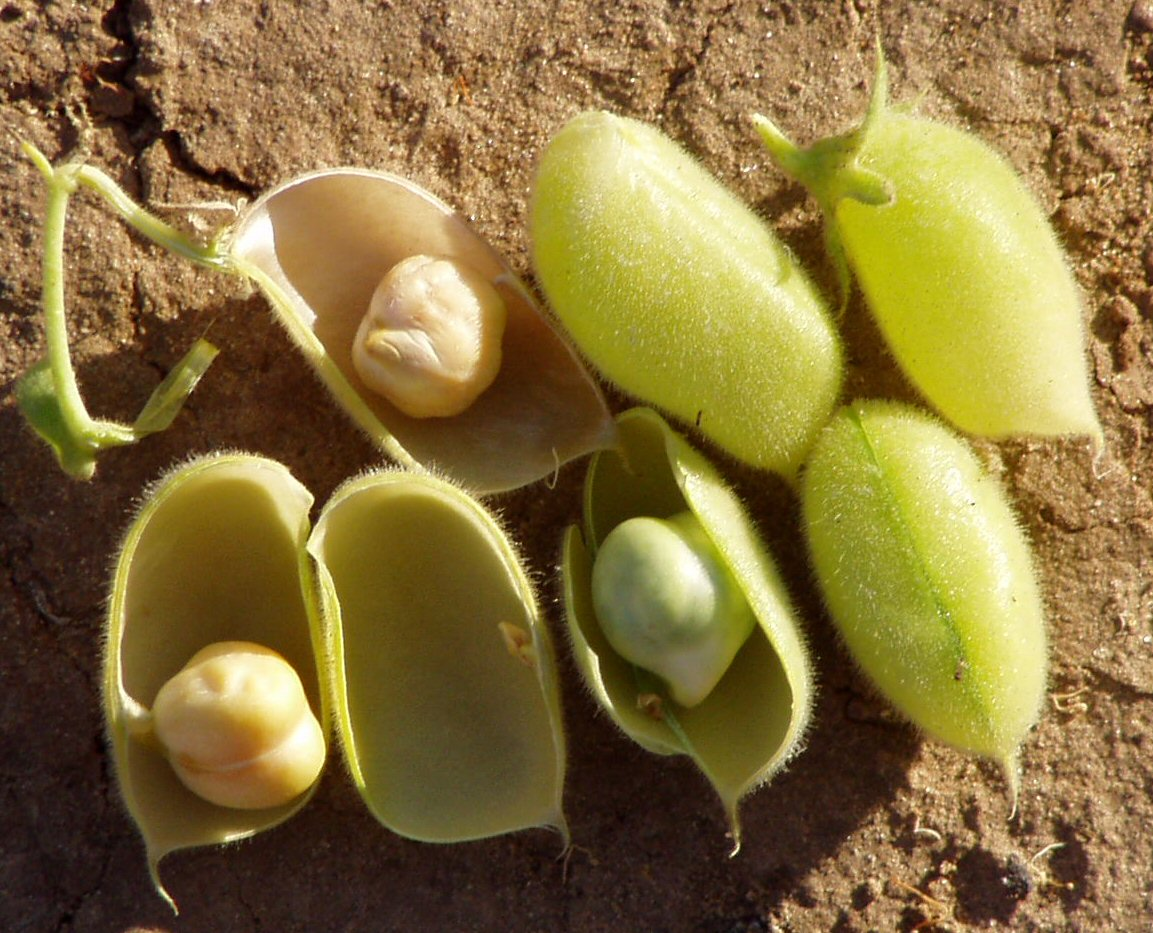
Плоди нуту та насіння

Оптимальними для вирощування нуту є зони тропічного та субтропічного поясів з мінімальною кількістю річних опадів близько 400 мм. Вирощування нуту в помірному кліматі можливе, але урожайність значно нижча.